# Raoul Perpère
Raoul Perpère, né le 3 mars 1907 à Vaychis (Ariège) et mort le 12 août 1994 à Gontaud-de-Nogaret (Lot-et-Garonne), est un homme politique français.

## Biographie
Né en Haute-Ariège dans une famille d'éleveurs. En 1920, la famille s'installe en Lot-et-Garonne à Saint-Pierre-de-Nogaret. Raoul deviendra planteur de tabac. il sera élu maire de Saint-Pierre-de-Nogaret en 1953, puis de Gontaud-de-Nogaret en 1965 (fusion de communes) et 1971, il devient sénateur Gauche Démocratique en 1971 en remplacement d'Étienne Restat, décédé. Il ne se représente pas à l'issue de son mandat en 1974.

## Détail des fonctions et des mandats
Mandat parlementaire
- 1er décembre 1971 - 1er octobre 1974 : Sénateur de Lot-et-Garonne